# Операція «Ретрібьюшн»
Операція «Ретрібьюшн» (англ. Operation Retribution) — комплекс заходів з морської та повітряної блокади західними союзниками німецько-італійських військ на півночі Африки. Операція проводилася з 8 до 13 травня 1943 року переважно в акваторії Туніської протоки під час війни на Середземномор'ї. Мета операції була досягнута, коли основне угруповання військ країн Осі капітулювало після остаточного розгрому в ході операції «Вулкан».

## Зміст
Операція «Ретрібьюшн» мала за мету блокування силами авіації та флоту морського простору і недопущення евакуації італійських та німецьких військ з Тунісу морем. Вона проводилась одночасно з операцією «Флакс» — іншою складовою дій союзників, яка мала зірвати повітряне сполучення між оточеним угрупованням групи армій «Африка» генерал-полковника Г.-Ю. фон Арніма на африканському континенті та Італією. Назва операції «Ретрібьюшн» (укр. відплата) була обрано навмисно, на знак того, як багато втрат зазнав британський Середземноморський флот, транспортні кораблі і судна в 1941 році при проведенні евакуації своїх військ з Греції та Крита в ході операцій «Маріта» й «Меркурій».
Активні дії за планом операції проводились під проводом командувача Середземноморським флотом та усіма союзними ВМС на Середземномор'ї адмірала флоту сера Е. Каннінгема. За його задумом на виконання завдань щодо безпосереднього блокування прибережних вод виділялося 18 британських есмінців та декілька флотилії малих кораблів, що базувалися на Мальті. Їхнім головним завданням було перехоплення будь-яких італійських кораблів і суден та негайне знищення або затоплення. Для недопущення можливого втручання італійського флоту, з Мальти до Алжира перевели британські лінійні кораблі «Нельсон» та «Родні», авіаносець «Формідабл», які перебували в готовності до дії.
Напередодні початку операції «Вулкан» — вирішальної фази Туніської кампанії з розгрому італійсько-німецького угруповання на північно-східному краю Тунісу, командування групи армій «Африка» вживало інтенсивних заходів, намагаючись вивезти з блокади максимально можливу кількість своїх військ. Але через загрозу битви з набагато сильнішим британським флотом, керівництво Королівських ВМС Італії не ризикнуло вивести свої капітальні кораблі та прикрити евакуацію військ з Африки. Два судна постачання на шляху до туніського берега були перехоплені та потоплені, британські моторні човни та американські PT човни за підтримки літаків змогли перехопити безліч невеликих човнів і суден, позбавивши противника будь-якого шансу вивезти військо з оточення.
Загалом за час проведення операції, союзний флот захопив у полон 897 вояків противника, вважається, що тільки 653 вдалося прорватися до Італії, невідома кількість загинула в сутичках або потонула при спробі прорватися.
13 травня 1943 року угруповання італійсько-німецьких військ в Африці капітулювало. 12-та, 13-та та 14-та флотилії мінних тральщиків негайно приступили до зачищення морських комунікацій та підходів до портових зон від морських мін; було знешкоджено близько 200 мін. 15 травня адмірал Е.Каннінгем доповів, що проходи крізь Середземне море вільні та надав дозвіл на прохід конвоїв з Гібралтару до Александрії.
Операція завершилась успіхом. Ефективність блокади сприяла тому, що біля 250 000 німецьких та італійських військових потрапило до полону союзників. Це сталося менш ніж через три місяці після нищівного розгрому 6-ї армії Ф.Паулюса під Сталінградом.